# Wang Yan (judoka)
Wang Yan (28 de agosto de 1994) es una deportista china que compite en judo.
Ganó una medalla de bronce en los Juegos Asiáticos de 2018 y dos medallas en el Campeonato Asiático de Judo, plata en 2021 y bronce en 2019.

## Palmarés internacional
| Juegos Asiáticos    | Juegos Asiáticos    | Juegos Asiáticos  | Juegos Asiáticos |
| Año                 | Lugar               | Medalla           | Categoría        |
| ------------------- | ------------------- | ----------------- | ---------------- |
| 2018                | Yakarta (Indonesia) | Medalla de bronce | +78 kg           |
| Campeonato Asiático |                     |                   |                  |
| Año                 | Lugar               | Medalla           | Categoría        |
| 2019                | Fujairah (EAU)      | Medalla de bronce | +78 kg           |
| 2021                | Biskek (Kirguistán) | Medalla de plata  | +78 kg           |